# Szczecini-öböl
A Szczecini-öböl (lengyelül Zalew Szczeciński, németül Stettiner Haff vagy Oderhaff) az Odera torkolatának lagúnája (vagy haffja) Németország és Lengyelország határán. A Balti-tenger Pomerániai-öblétől Usedom és Wolin szigete választja el. Az öböl egy kisebb nyugati (Kleines Haff) és egy nagyobb keleti (Wielki Zalew) részre oszlik.

## Vízrajza

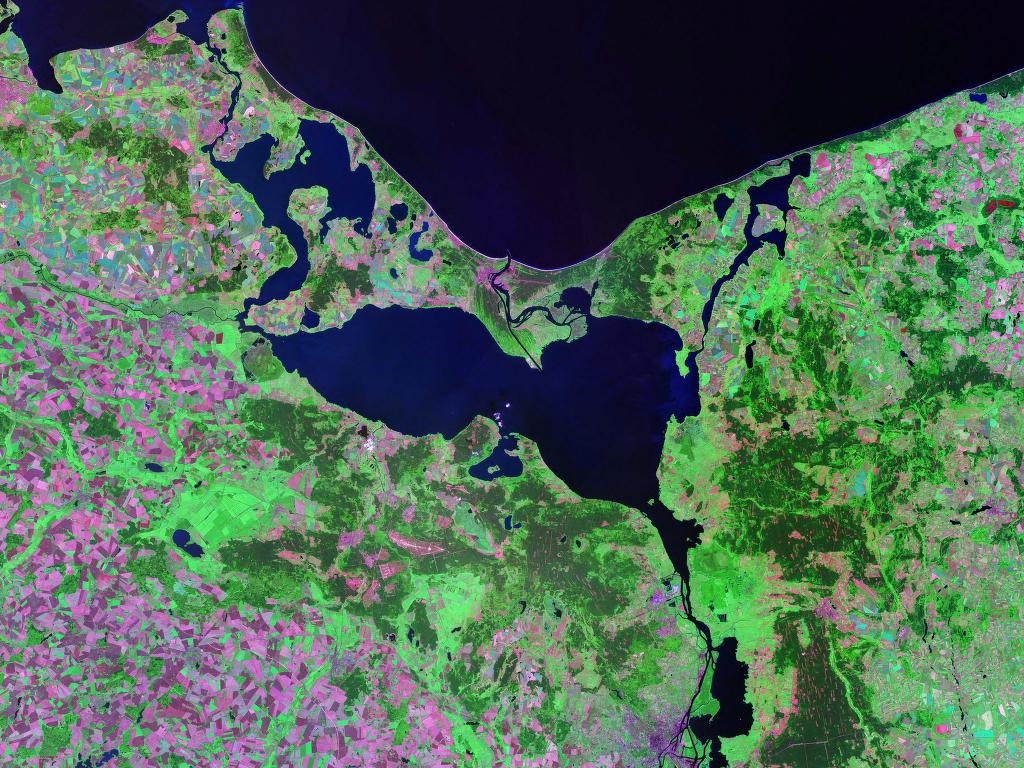
A Szczecini-öböl műholdképe

Az öblöt délről az Odera és néhány kisebb folyó, a Ziese, Peene, Zarow, Uecker és Ina táplálja. A víz északon a Pomerániai-öbölbe távozik a (nyugatról keletre) Peenestrom, Świna és Dziwna szorosokon keresztül. A szorosok közötti földterület alkotja Usedom és Wolin szigetét. 
A lagúna területe 687 km², átlagmélysége 3,8 méter és maximális természetes mélysége 8,5 méter; a hajók számára kotort csatornákban azonban elérheti a 10,5 métert is. A lagúna összesen 2,58 km³-nyi vizet tartalmaz. Vizének éves átlaghőmérséklete 11°C.
A Szczecini-öbölbe érkező vízmennyiség 94%-át az Odera szolgáltatja, évente 17 km³-t, vagy 540 m³-t másodpercenként. Az összes többi vízfolyás kb. évi 1 km³-rel növeli az öböl térfogatát. A Peenestrom, Świna és Dziwna szorosok a vízfelesleg 17%, 69% és 14%-át vezetik le (ebben a sorrendben).
A lagúna vize gyakorlatilag édesvíz, átlagos sótartalma 0,5-2‰ (az óceán vizének sótartalma 35‰, a Balti-tengeré 5-8‰), de a tengervíz néha beáramlik a Świnán, ilyenkor helyileg elérheti a 6‰-t. 

## Települések
Nagyobb települések az öböl körül:
- Szczecin (németül Stettin, Lengyelország)
- Świnoujście (németül Swinemünde, Lengyelország)
- Police (németül Pölitz, Lengyelország)
- Ueckermünde (lengyelül Wkryujście, Németország)
- Wolin (németül Wollin, Lengyelország)
- Usedom (lengyelül Uznam, Németország)
- Nowe Warpno (németül Neuwarp, Lengyelország)

## Története
Pomeránia része. 1880-ban adták át a Kaiserfahrt („Császárút”) csatornát Usedom szigetén, amely levágta a Swine déli kanyarulatát, így nagyobb hajók is elérhették a lagúnát és gyorsabban, biztonságosabban lehetett Stettinbe hajózni. A 12 km-es és 10,5 méter mély csatorna 1874-1880 között épült I. Vilmos császár uralkodása idején. A csatorna levágott egy darabot Usedom szigetéből. amelyet Kaseburg (Karsibór) szigetének neveztek el. 
1945-ben az Oderától keletre eső területek, beleértve Stettin (Szczecin) és Swinemünde (Świnoujście) kikötőjét, Lengyelországhoz kerültek. A Kaiserfahrt új neve Piast-csatorna lett. 
A német-lengyel határ egy kis melléköbölnél, a Nowowarpieńskie-tónál (Neuwarper See) éri el a lagúnát.

## Gazdaság

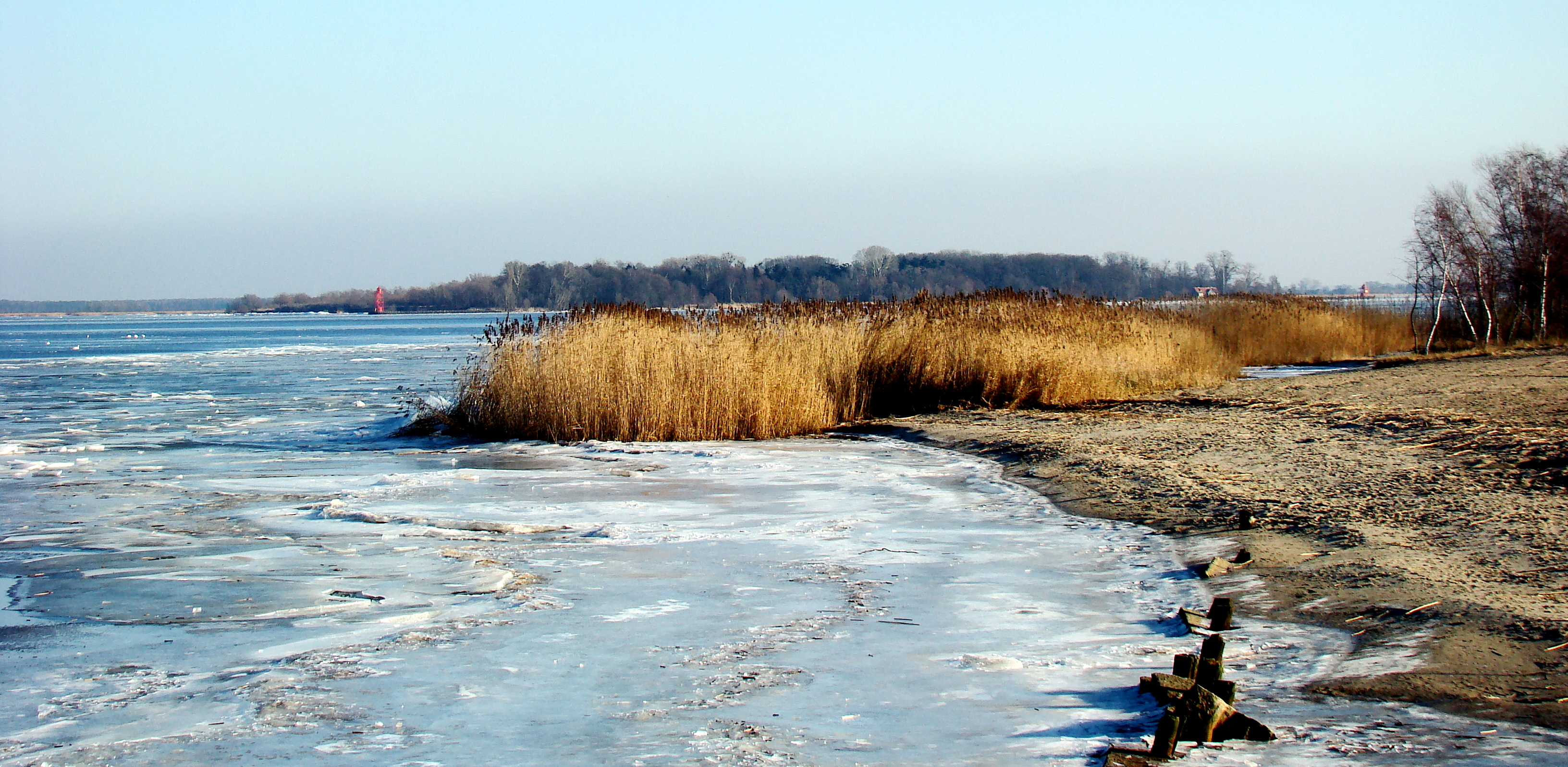
Az öböl télen

A lagúna évszázadok óta fontos halászati zóna, a 18. század óta kereskedelmi útvonal vezet ár rajta, a 20 században pedig felfedezték maguknak a turisták. Az öböl vizén ma több sétahajó-járat vezet, látogatják a vízisportok kedvelői és nyáron a strandolók is.  
Az Odera szennyezett vize miatt a lagúna jelentősen eleutrofizálódott, különösen a vas- és alumíniumszennyezés okozta az algák elszaporodását. A szennyezés az utóbbi években csökkenő tendenciát mutat. 

## Fordítás
- Ez a szócikk részben vagy egészben  a   Szczecin Lagoon című angol Wikipédia-szócikk ezen változatának fordításán alapul.  Az eredeti cikk szerkesztőit annak laptörténete sorolja fel. Ez a jelzés csupán a megfogalmazás eredetét és a szerzői jogokat jelzi, nem szolgál a cikkben szereplő információk forrásmegjelöléseként.